# セブレイロ (チーズ)
セブレイロ（スペイン語: Cebreiro）はスペインのガリシア州ルーゴ県で生産される、牛乳を原料としたフレッシュチーズ。その特徴的な形状はマッシュルームやコック帽に例えられる。2008年に欧州連合(EU)のPDO認証を受けている。原料乳およびチーズの生産地はルーゴ県のうち下記自治体に限られる。
- バレイラ
- バラージャ
- ベセレアー
- カストロベルデ
- セルバンテス
- フォルゴーソ・ド・コウレル
- ア・フォンサグラーダ
- ランカラ
- ナビア・デ・スアルナ
- アス・ノガイス
- ペドラフィータ・ド・セブレイロ
- サモス
- トリアカステーラ

2014年の統計によれば、域内4つの工場で生産されたセブレイロの総量は41.25トン（推定で408,104ユーロ相当）という。
柔らかくクリーミーな身はざらつく舌ざわりがあり、口の中で溶け、若干の酸味が感じられる。蜂蜜やジャムとともに食すのもよい。